# Telmo Thompson Flores
Telmo Thompson Flores (Porto Alegre, 5 de julio de 1921 - Florianópolis, 9 de noviembre de 2008) fue un ingeniero civil y político brasileño. Fue nombrado alcalde de Porto Alegre entre 1969 y 1975 durante el régimen militar.
Técnico sin antecedentes de disputas electorales, Thompson Flores fue propuesto en 1969 para la alcaldía de Porto Alegre por el entonces gobernador Walter Peracchi Barcelos, y aprobado por la Asamblea Legislativa. Procedente de una familia con raíces inglesas y destacada políticamente en el estado de Rio Grande do Sul, su gobierno se caracterizó por grandes obras, especialmente en el área de transportes, desmantelando el tranvía e incentivando el transporte automotor, con la construcción de seis viaductos. En su gobierno también se inauguró el Parque Moinhos de Vento, el "Parcão", la estación municipal de autobuses, la apertura del barrio de Restinga y la construcción del "Muro de Mauá", entre la Avenida de Mauá y el Muelle del Puerto. A principios de 1975 cedió el cargo a su sucesor Guilherme Socias Villela.
En 1976 asumió la presidencia de Eletrosul y, como consecuencia, se trasladó a Florianópolis. En las elecciones legislativas de 1978 se presentó por primera vez a un cargo público, obteniendo 30.000 votos y convirtiéndose en el primer diputado de la ARENA en Río Grande del Sur para diputado federal. Sin embargo, nunca llegó a asumir el cargo, cediendo el escaño a los demás suplentes del partido. Presidió Eletrosul durante unos diez años.
Tras jubilarse como ingeniero, fijó su residencia permanente en la capital Catarinense. Pasó sus últimos años en Florianópolis, donde falleció de insuficiencia respiratoria el 9 de noviembre de 2008.

## Publicaciones
- "Cálculo Vectorial", 1965.
- "A Praça do Portão e o Viaduto Loureiro da Silva", 1970.